# Hugo Carreira
Hugo Miguel Martins Carreira (Lisbona, 10 marzo 1979) è un ex calciatore portoghese, di ruolo difensore.

## Carriera
Ha giocato nella massima serie dei campionati portoghese, cinese e cipriota.